# Goldbachia ikonnikovii
Goldbachia ikonnikovii là một loài thực vật có hoa trong họ Cải. Loài này được Vassilcz. mô tả khoa học đầu tiên năm 1936.